# 藤井実彦
藤井 実彦（ふじい みつひこ、1972年 - ）は、日本の実業家。

## 経歴
福岡市生まれ。青山学院大学文学部卒業、大手飲食店に勤務。2006年より経営コンサルタント業。2012年より漫画広告アイコミックス、漫画出版ネクストドアー出版経営。
株式会社エックスブレーンズ代表取締役。2013年に「漫画を使って、日本の正しい歴史を世界に発信する」論破プロジェクトを開始し代表を務める。「慰安婦の真実」国民運動幹事。
2018年9月6日、藤井が台南市にある慰安婦像に蹴りを入れていたことが発覚したため、台湾の議員や市民が台北市にある日台交流協会前で藤井への抗議活動を行った。

## 著作
- 藤井実彦著、大雲雄山作画『Les Faits J』ピーエスエス 星雲社、2013年11月
- 藤井実彦著、大雲雄山作画『「従軍慰安婦」の真実』Kindle版、ワック、2014年8月7日
- 和田政宗・藤井実彦・藤岡信勝・田沼隆志著『村山談話20年目の真実』イースト新書054、イースト・プレス、2015年8月9日